# Chrotochlora
Chrotochlora là một chi bướm đêm thuộc họ Geometridae.